# Schloss Chabans

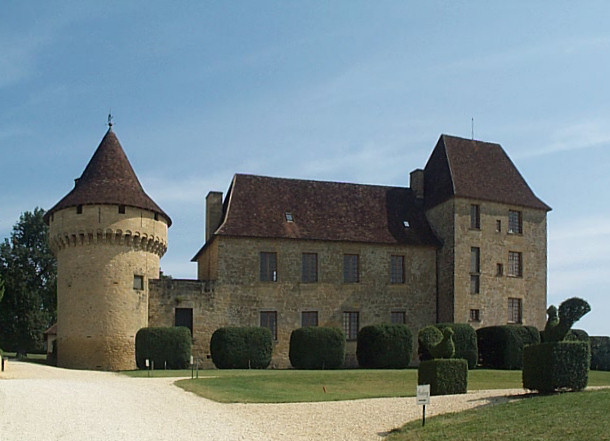
Schloss Chabans, Nord-Westseite (2004)

Das Schloss Chabans ist ein Schloss bei Saint-Léon-sur-Vézère im „schwarzen“ Périgord (Südwestfrankreich).
Es liegt am höchsten Punkt der Côte de Jor und überblickt das Tal der Vézère. In der nahen Umgebung finden sich solch historisch bedeutsame Orte wie die Höhle von Lascaux und die Stadt Sarlat-la-Canéda.

## Beschreibung

### Gebäude
Die Bauten der Schlossanlage gruppieren sich auf rechteckigem Grundriss um einen Innenhof, an dessen westlicher Ecke sich das zweiflügelige Haupthaus befindet. Dessen dreigeschossiger Nordwest-Flügel aus dem 17. Jahrhundert im Stil des Barocks besitzt an der Hofseite einen polygonalen Treppenturm und wird im dritten Stock durch ein Walmdach abgeschlossen. Verbunden über einen viergeschossigen Pavillonturm schließt sich ihm rechtwinkelig der ältere, ebenfalls dreigeschossige Renaissance-Flügel aus dem 16. Jahrhundert an. Über einen kurzen, eingeschossigen Verbindungstrakt ist dieser mit einem wuchtigen, mittelalterlichen Rundturm aus dem 15. Jahrhundert verbunden, der die älteste Bausubstanz der gesamten Anlage aufweist. Gekrönt von einem Knickhelm ist er über eine Mauer mit dem ehemaligen Wirtschaftsgebäude im Südosten des Areals verbunden.
Das Schloss ist von einer Parkanlage umgeben, an die sich schlosseigene Ländereien und Trüffelwälder anschließen.

### Innenräume
Die Schlossräume sind mit Mobiliar aus dem 15. bis 17. Jahrhundert ausgestattet und zeigen eine Sammlung von Tapisserien und Stickereien. Darüber hinaus ist in einigen Zimmern eine Kollektion von Fenstern mit Glasmalereien zu sehen, deren älteste Stücke aus dem 15. Jahrhundert stammen. Sie gilt als eine der bedeutendsten, privaten Sammlungen dieser Art in Frankreich.
In einem der Räume wird auf die Bedeutung des Schlosses im Rahmen der Résistance und Jacques Chaban-Delmas eingegangen. Dieser hatte, bezugnehmend auf das Schloss, seinen Codenamen 1943 von „Lakanal“ auf „Chaban“ geändert. Am 12. August 1944 wurde durch die Widerstandskämpfer auf dem Schloss Chabans der Generalstab des Widerstandes gegen die deutsche Besatzung in der Dordogne gegründet.

## Geschichte
Bauherr des Schlosses Chabans war im 15. Jahrhundert Jean I. de Calvimont. Fast 300 Jahre lang blieb die Anlage Eigentum dieses alten französischen Adelsgeschlechts, ehe es nach dem Tod Gaspards de Calvimont im Jahr 1660 an François, Vicomte de Losse kam und anschließend bis in das 20. Jahrhundert zahlreiche Besitzerwechsel folgten.
Derzeitige Besitzerin ist Marie-Joëlle Crichton-Watt, die es 1987 gemeinsam mit ihrem Mann David erwarb. 16 Jahre lang ließ die neue Schlossherrin anschließend die seit Februar 1972 unter Denkmalschutz stehende, heruntergekommene Anlage restaurieren und wieder aufbauen. So erhielt z. B. der Rundturm einen neuen Helm, dessen Dachstuhl aus 17 Tonnen Eichen- und Kastanienholz rekonstruiert wurde. Auch wurde damit begonnen, die völlig verschwundenen barocken Gartenanlagen wieder entstehen zu lassen.
Eine Ausstellung in den Schlossräumen dokumentiert die einzelnen Phasen des mehrjährigen Wiederaufbaus.
Die Besitzer des Schlosses Chabans waren im Einzelnen:
- Jean I. de Calvimont (15. Jh.)
- Jean II. de Calvimont, Herr von Chabans und Labenche (15. – Anfang des 16. Jh.)
- Jean III. de Calvimont, Herr von Chabans und Cros (gestorben 1562)
- Jean IV. de Calvimont, Herr von Chabans und Chalard (16. Jh.)
- Gaspard de Calvimont, Herr von Chabans und Chalard (gestorben 1660)
- Francois, Vicomte von Losse, Herr von Chabans (17. Jh.)
- Jean de la Brousse, Herr de Saint-Front (17. Jh.)
- Jean, Vicomte von Losse, Herr von Chabans und Moustier (18. Jh.)
- Aubert Jean Francois Géry d'Abzac (gestorben 1828)
- Abzac-Lafaye (als Mieter) (1817–1832)
- Jean Baptiste Dubois, Vorsteher des Postamts von Périgueux (1832–1843)
- Clément Dulac, Freund Victor Hugos (1843–1876)
- M. Perdounet (1876–1886)
- Antoine Levebvre (1886–1903)
- Jean Auguste Dalbavie (1903–1912)
- Georges Joseph Vignéras (1912–1920)
- Pierre Léon Gaillard (1920–1928)
- Henri Cazelles (1928–1958)
- Étienne Puyalto (1958–1961)
- S.A.R.L. Salmon (1961–1964)
- S.C.E.A. du domaine de Chabans (1964–1987)
- David und Marie-Joëlle Crichton-Watt (ab 1987)
- Marie-Joëlle Crichton-Watt (2000–2006)

## Heutige Nutzung
Nach der mehrjährigen Restaurierung stehen das Schloss und sein Park der Öffentlichkeit für Besuche offen. Die Gartenanlagen sind frei zugänglich, während die Innenräume im Rahmen einer Führung entgeltlich besichtigt werden können und auch für wechselnde Ausstellungen genutzt werden.
Darüber hinaus gibt es die Möglichkeit, die Außenanlagen für gesellschaftliche Anlässe zu mieten.